# Karen Makishima
Karen Makishima (牧島かれん?, Makishima Karen; Yokosuka, 1º novembre 1976) è una politica giapponese, membro del Partito Liberal Democratico.

## Biografia
Karen Makishima è nata a Yokosuka, nella prefettura di Kanagawa, il 1º novembre del 1976. Ha conseguito una laurea alla International Christian University e un master alla George Washington University.
Si candida alla sede del 17º distretto di Kanagawa alle elezioni del 2009, ma perde. Si ricandida al medesimo distretto in quelle del 2012, dove vince.
Nel 2020 diventa la prima donna nominata capo dei giovani membri del Partito Liberal Democratico, mentre nell'ottobre 2021 diventa ministra per la riforma amministrativa e per la riforma della regolamentazione nei governi Kishida I e Kishida II, dove rimane fino al 10 agosto 2022.